# Opération Nécora
L'opération Nécora (Operación Nécora) fut une opération espagnole contre les principaux trafiquants de stupéfiants (cocaïne et haschisch) de Galice, dirigée par le juge Baltasar Garzón en juin 1990.
Le maxi-procès ne s'acheva qu'en 2004, mais nombre des principaux inculpés étaient déjà alors incarcérés sous le coup d'autres inculpations. La plupart étaient toujours en prison en 2010. Elle marqua non seulement la première utilisation de repentis en Espagne dans le cadre de procès liés au trafic de stupéfiants, et l'évolution de la mafia galicienne, qui, de spécialiste de la contrebande de tabac, était passée au trafic de cocaïne en créant des liens avec les cartels de la drogue sud-américain, et notamment Pablo Escobar. 

## La mafia galicienne
Faite avec des procureurs de l'Audience nationale, dont Javier Zaragoza, et 300 policiers de l'Unidad Central de Estupefacientes (Unité centrale des stupéfiants), elle a été rendue possible par les informations données par deux petits trafiquants, Ricardo Portabales, de Marín, qui deviendra le premier repenti de l'histoire espagnole du trafic de stupéfiants, et Manuel Fernández Padín, de Vilanova de Arousa. Les procès se sont achevés en 2004, soit quatorze ans de procédures judiciaires.
60 ordres de détention furent signés, et 51 personnes arrêtées et emmenées au commissariat de Vilagarcía de Arousa le 12 juin 1990, date de début de l'opération . Parmi elles, le couple de trafiquants Laureano Oubiña et Esther Lago, condamnés à six ans de prison et à une amende de 1 280 millions de pesos (ils furent condamnés pour récidive par la suite), ainsi, qu'à Madrid, les hommes d'affaires Celso Barreiros et Carlos Goyanes. Ces deux derniers ne furent cependant pas poursuivis.
Cependant, n'ayant réussi à trouver aucun gramme de stupéfiants lors des perquisitions, 48 seulement des personnes inculpées furent poursuivies, desquelles 15 demeurèrent en liberté conditionnelle. Cinq ans plus tard, presque tous, néanmoins, étaient derrière les barreaux, mais pour d'autres inculpations (également liées au trafic de stupéfiants). Parmi ceux-ci, Manuel Charlín Gama (gl) (libéré le 17 juillet 2010), Manuel Abal Feijóo (décédé avant d'être incarcéré), Laureano Oubiña (gl), Alfredo Cordero et Javier Martínez San Millán - ces trois derniers purgeant encore leur peine en 2010. José Ramón Prado Bugallo, l'un des détenus lors de l'opération, s'évada et s'enfuit au Panama, avant d'être arrêté à Madrid sept mois plus tard avec ses associés. Aujourd'hui incarcéré pour récidive, il n'était pas libérable avant 2018. Seul Franky Sanmillán demeura en cavale, n'étant arrêté qu'en 2008.
Le maxi-procès de l'opération Necora s'acheva en 2004, seuls les seconds couteaux d'alors, devenus depuis des chefs de nouveaux groupes, ayant été condamnés. Celso Barreiros et Carlos Goyanes, accusés par Portabales, furent acquittés. Le Tribunal suprême réduisit de moitié la sentence de Laureano Oubiña et de sa femme, Esther Lago (alors décédée), et confirma l'acquittement de Manuel Charlín Gama, Alfredo Cordero, Eulogio Romero Betanzos et Joaquín Montañés Porto.

## Enquête
L'opération a mis en lumière des liens entre la mafia galicienne, auparavant spécialisée dans la contrebande de tabac, et le cartel de Medellín dirigé par Pablo Escobar, ainsi que d'autres trafiquants comme le Colombien Fabio Ochoa Vásquez (cartel de Medellín), le parrain mexicain Félix Gallardo, à la tête du cartel de Guadalajara, le Colombien Gilberto Rodríguez Orejuela (du cartel de Cali) et le chimiste hondurien José Ramón Matta Ballesteros (qui travailla également comme intermédiaire entre Félix Gallardo et Pablo Escobar), et ce depuis au moins 1981.
Fin 1989, le repenti Ricardo Portabales, qui trouvait des navires pour le trafiquant José Paz Carballo, déclara au juge Garzon qu'un trafiquant, Manuel Padín Gestoso, dit Manolo el Catalán, avait transporté son premier chargement de cocaïne en 1981 : 450 kg affrétés par le chimiste José Ramón Matta Ballesteros. En tout, Padín Gestoso aurait fait transporter 35 tonnes de cocaïne entre 1981 et 1989, selon ces déclarations. Un autre chargement affrété par ces deux trafiquants était à destination du pays de Galles. Selon Portabales, son chef, Paz Carballo, avait rencontré Pablo Escobar en avril 1988 afin de négocier une livraison de 300 à 400 kg de coke.
Portabales accusa également Juan Guerra, frère du vice-président du gouvernement, Alfonso Guerra, de s'être livré à du blanchiment d'argent entre 1985 et 1986, faits alors prescrits . Juan Guerra sera condamné à un an de prison pour fraude fiscale en 1995 dans une autre affaire (es), mais Alfonso Guerra sera contraint à démissionner en 1991 en raison des affaires de corruption autour de son frère.
Néanmoins, nombre des déclarations de Portabales n'ont pu être corroborées, et ont été par la suite qualifiées de « fantaisistes ».

## Évènements ultérieurs
Le 23 février 1991, les autorités espagnoles arraisonnaient El Bongo, un navire venant de Colombie et transportant 2 tonnes de cocaïne . Trois mois plus tard, 1 500 kg de cocaïne étaient trouvés sur les plages de la côte de Cedeira: il faudra attendre six ans pour inculper l'avocat Pablo Vioque (gl) (1953-2008) dans cette affaire; l'un de ses collaborateurs, Luis Vilas Martínez, trésorier de la Chambre de commerce locale, sera assassiné peu après son arrestation par des sicaires des cartels .
À l'exception de Josefa Charlín, jugée après, les membres de la famille Charlín, dont José Luis Charlín Gama et son frère Manuel Charlín Gama (gl), furent condamnés pour l'affaire du navire Halcón II, trouvé en 1994 sur les côtes de Muxía. Josefa Pomares, matriarche du clan, fut libérée en 2008, et Manuel Charlín Gama le 17 juillet 2010.
Les deux repentis ont continué à vivre dans la clandestinité, défendu par le programme de défense des témoins jusqu'en 2010,.